# 吉田稔 (競馬)
吉田 稔（よしだ みのる、1969年2月12日 - ）は、日本の地方競馬の元騎手。父は佐賀競馬場所属の調教師、吉田昭。

## 来歴
初騎乗は1987年4月17日、名古屋競馬第4競走のビツクサントで3着。同年5月15日、中京競馬（地方競馬開催）第4競走のイチモンジリリーで初勝利。この年は19勝を挙げる。
1994年には年間92勝を挙げ、愛知県競馬（名古屋・中京）のリーディング1位となる。その後毎年100勝以上を挙げ、2003年まで10年連続リーディング1位となった。
ダートグレード競走では、2000年に盛岡競馬場のクラスターカップに勝利。2004年と2005年には地元名古屋でかきつばた記念を連覇した。
また、2005年には短期免許でオーストラリアに遠征した。
中央競馬でも積極的に騎乗しており、1996年3月2日に中山競馬場で初騎乗し3着。1998年9月5日に新潟競馬場で初勝利。2002年には愛知杯を勝利し、中央の重賞初制覇。翌2003年にも愛知杯に勝利し連覇を果たす。2004年には阪急杯と関屋記念で勝利している。
2006年12月18日、名古屋競馬第1競走でサクラプレミアムに騎乗して1着となり、地方競馬通算2000勝を達成した。
2008年10月4日、阪神競馬場で行われたシリウスステークスにおいてマイネルアワグラスに騎乗、1番人気のワンダースピードをアタマ差抑えて勝利し、中央競馬重賞競走通算5勝目を記録した。
2011年5月9日より2か月間、期間限定騎乗で南関東地区に参戦。期間中は川崎競馬場・池田孝厩舎に所属。
2012年9月30日付けで現役を引退。ラストランは9月20日の門別競馬第12競走・ステイヤーズカップだった。
引退後は、北海道の日高町で育成牧場「吉田ステーブル」を開設した。また、不定期で門別競馬場のパドック解説を担当している。また、馬主登録もしておりホッカイドウ競馬における馬主勝負服は自身の現役時のものと同一である。

### 中央競馬の騎手免許試験を受験
中央競馬の騎手免許試験を2003年度の試験から受験。2005年度までは1次試験で不合格となった。2006年度からは「受験の前年以前の5年間で、中央競馬で年間20勝以上を2回達成すれば1次試験免除」という規定の適用基準を満たし、2次試験のみの受験であったが連続して不合格となる。なお、1次試験免除の規定が適用された騎手としては初めての不合格者となった。2008年度の試験不合格直後は「血の気が引いて、しばらく歩く事ができなかった」というほどショックを受けたが、ファンの声援により元気を取り戻した。しかし2009年度も合格はできなかった。2010年度はこの規定は改定されたものの、この年は最初から受験しなかった。

## 主な勝ち鞍

### 地方競馬
- 名古屋競馬場
  - 1994年 東海ダービー（ライフアサヒ）
  - 2004年 かきつばた記念（マルカセンリョウ）
  - 2005年 かきつばた記念（ヨシノイチバンボシ）
  - 2006年 東海ダービー（ホウライミサイル）
- 他場
  - 2000年 クラスターカップ（盛岡、ゴールデンチェリー）
  - 2007年 オグリキャップ記念（笠松、ウイニングウインド）
  - 2009年 華月賞（門別、エイガゴールド）
  - 2011年 道営記念（門別、ショウリダバンザイ）
  - 2012年 ビューチフル・ドリーマーカップ（水沢、サクラサクラサクラ）

出典:

### 中央競馬
- 2002年 愛知杯（トウカイパルサー）
- 2003年 愛知杯（カゼニフカレテ）
- 2004年 阪急杯（サニングデール）
- 2004年 関屋記念（ブルーイレヴン）
- 2005年 桜花賞2着（シーザリオ）
- 2008年 シリウスステークス（マイネルアワグラス）